# Minuartia brotherana
Minuartia brotherana là loài thực vật có hoa thuộc họ Cẩm chướng. Loài này được Woron. mô tả khoa học đầu tiên năm 1914.